# 亨利四世 (神圣罗马帝国)
亨利四世（德语：Heinrich IV，1050年11月11日—1106年8月7日），萨利安王朝的第三位罗马人民的国王（1056年—1105年在位）和神聖羅馬皇帝（1084年加冕）。他也是德意志的巴伐利亚公爵（称亨利八世，1055年起）。亨利四世在他的統治末期（1103年）曾首次頒佈“天主的和平”，禁止諸侯私戰。他与教宗格里高利七世之间围绕主教叙任权爆发了激烈的叙任权斗争。

## 生平
亨利四世是神聖羅馬皇帝亨利三世的长子，母为普瓦图的阿格尼丝。他的父亲亨利三世为了确保他能继承王位，召集诸侯提前选举还是个幼儿的亨利四世为自己的继承人。1054年7月17日，年仅四岁的亨利四世在帝国首都亚琛由科隆大主教赫尔曼二世加冕为国王。1055年，他又在父亲的授意下当选为巴伐利亚公爵。当亨利三世于1056年意外地去世时，亨利四世年仅六岁。他的寡母普瓦图的阿格尼丝为他摄政。1062年，科隆大主教安诺二世劫持了年幼的亨利四世，胁迫阿格尼丝太后交出政权。安诺成为帝国的摄政后，窃取了王室领地的公爵们势力强大起来。安诺并在1065年强迫亨利四世与萨伏伊伯爵奥托一世之女伯莎(都灵的)结婚。亨利四世在1069年公开提出要与伯莎离婚，未获教宗允准。这一切都使亨利四世更加仇视安诺。1070年，与亨利四世关系紧密的不来梅大主教阿德尔伯特取代了安诺的位置。
亨利四世致力于在帝国境内加强皇帝的权力。然而，实际情况是，德意志诸侯们势力强大且不愿服从任何一位君主，教会则在罗马教廷发起的克吕尼改革中变得越来越有独立性。 1073年，教宗亞歷山大二世去世，年屆五旬的希爾德布蘭德，成為眾望所歸的教宗候選人，並在樞機主教的一致擁護下成為新任教宗格裡高利七世。剛一登基，便頒佈了著名的《教宗訓令》，該訓令的宗旨是教宗永無謬誤，其中“他可以罷免皇帝”一條使得世俗與宗教權力的界限被打破，亨利四世与教会的冲突表面化。 亨利四世巩固国王在萨克森权力的措施（修建城堡，派遣王室卫队驻扎）引起1073年—1075年的萨克森叛亂，他不能冒险同时与这两者对抗，在镇压叛亂时不得不做出一些让步並承諾支持教會的改革。 
1075年六月，亨利四世在戰場上擊潰了薩克森人的反抗。 1075年底，格里高利七世警告亨利四世不要干预米兰总主教职位的确定和授职，否则将受到逐出教会的惩罚。亨利四世坚持要控制德意志和意大利北部所有主教的叙任权，并拒绝让得到教宗支持的米兰总主教就职，为此与教宗格里高利七世发生激烈冲突。
格里高利七世，长期以来是教会改革的中心人物，决心使教宗的权力凌驾于世俗统治者之上。这就爆发了一场形式为授职权之争的皇帝和教宗之间的公开冲突。1076年1月24日，亨利四世召集26位德意志和北義大利的主教在沃爾姆斯舉行宗教會議，宣称格里高利七世是一个伪僧侣，宣布废黜教宗格里高利七世。但是，响应亨利四世的主教很少，普通民众更对國王的行为深感不安。
作为报复式的回应，格里高利七世于1076年2月22日对亨利四世处以绝罚：开除、废黜和放逐亨利四世。 被绝罚者不在一年之内获得教宗的宽恕，他的臣民都要对他解除效忠宣誓。 对亨利四世致命的打击来自帝國诸侯，1076年10月，在特雷布爾舉行的帝國議會上，大多数诸侯表示如果亨利四世不能在一年之内恢复教籍，他们就不再承认他的合法性。將在1077年2月2日奥格斯堡舉行的帝國議會，邀請教宗親自出席作為裁決者，以見證諸侯們的最終決定。民众也拒绝帮助國王；因为他已被逐出教门。
亨利四世没有足够的兵力制服所有反叛的诸侯。到了1077年，情况已很明显：除非亨利四世能重获教籍，他的皇位就将被剝奪。
格里高利七世已出發參加在奥格斯堡舉行的帝國議會，當格里高利七世得知亨利四世正在接近他的驻地時，便匆匆逃往支持他的托斯卡纳女藩候玛蒂尔达的领地卡诺莎城堡避難。  然而，亨利四世真正的策略是请求教宗的宽恕。  接着发生的便是著名“卡诺莎悔罪”事件：亨利四世在城堡外的冰天雪地中（据传说，是赤脚）站立了三天；从1月25日到1月27日，恳求教宗原谅他的一切罪过。格里高利七世，处于两难之中，明知亨利四世不可能信守他的承诺，但终究取消了绝罚。卡诺莎事件意味着罗马教廷权力达到顶峰，但也是亨利四世一个成功的策略。
帝國議會沒有召開，希望亨利下臺的諸侯們還是選舉士瓦本公爵莱茵费尔登的鲁道夫為對立國王，這個人是亨利四世的姐夫，帝國分成了兩派，爆發了內戰。  雙方纏鬥了近兩年，亨利四世才逐漸掌握主動。  既然绝罚已經被取消了，還在戰場上獲得優勢，這時亨利四世派人給遠在羅馬的格裡高利七世送去口信，要求他承認自己為皇帝，並絕罰魯道夫。  他以威脅的口吻，如果上述兩個條件不能得到滿足，自己將冊封一位對立教皇。
1080年，格裡高利七世认识到情况有变，立即就做出了決定：再度絕罰亨利四世並承認魯道夫為國王。1080年10月，魯道夫殞命沙場，敵對諸侯們群龍無首。 已屆而立之年的亨利終於可以有機會去報卡諾莎屈辱的一箭之仇了，他揮師南下，德意志的軍隊三度圍攻羅馬，格裡高利七世組織教皇國的士兵們殊死抵抗，直到1083年，亨利才佔領了梵蒂岡城堡，並逐漸吞噬其它羅馬城區。1084年，進佔罗马，一部分樞機主教臨陣倒戈，投靠了德意志人，亨利四世亦再度宣布废黜教宗，并任命克雷芒三世为教宗，在那里接受克雷芒三世加冕。
格裡高利七世弃城南逃退守到聖安傑羅城堡，他向盘踞在西西里的诺曼人首领罗贝尔·吉斯卡尔求援。教宗的新盟友，這些彪悍的諾曼人從義大利南部馳援羅馬，並將德意志軍隊趕出了城市。 這些歐洲地區最後的蠻族軍紀敗壞，取得勝利後在羅馬城中大肆搶劫，激起市民的不滿，包括引狼入室的教宗也失去了羅馬人的擁護。 格裡高利七世無奈只能離開羅馬，在諾曼士兵的保護下逃到了義大利南方，1085年在流亡中去世。 
亨利四世很快面对着新的叛乱。继任教宗维克托三世与帝國诸侯联合；亨利四世为此再度侵入意大利，但未能取胜。在与韦尔夫家族的韦尔夫一世和解后，他才得以从意大利返回德国。1093年，他的长子康拉德曾经发动叛乱。在诸侯的怂恿下，他的幼子亨利五世希蠢蠢欲动，企图取代他的地位。1105年，这个阴谋取得了成功，王储推翻了自己的父亲，成为新国王亨利五世 (神圣罗马帝国)。亨利四世遭到儿子的监禁，但后来成功逃脱，并在列日招募到一支忠于他的军队。但正在他准备夺回王位时，亨利四世突然去世了。
新任教宗帕斯卡尔二世下令不得为亨利四世举行葬礼。但列日的百姓们蔑视教宗的命令，把他们的皇帝隆重地安葬了。

## 家庭

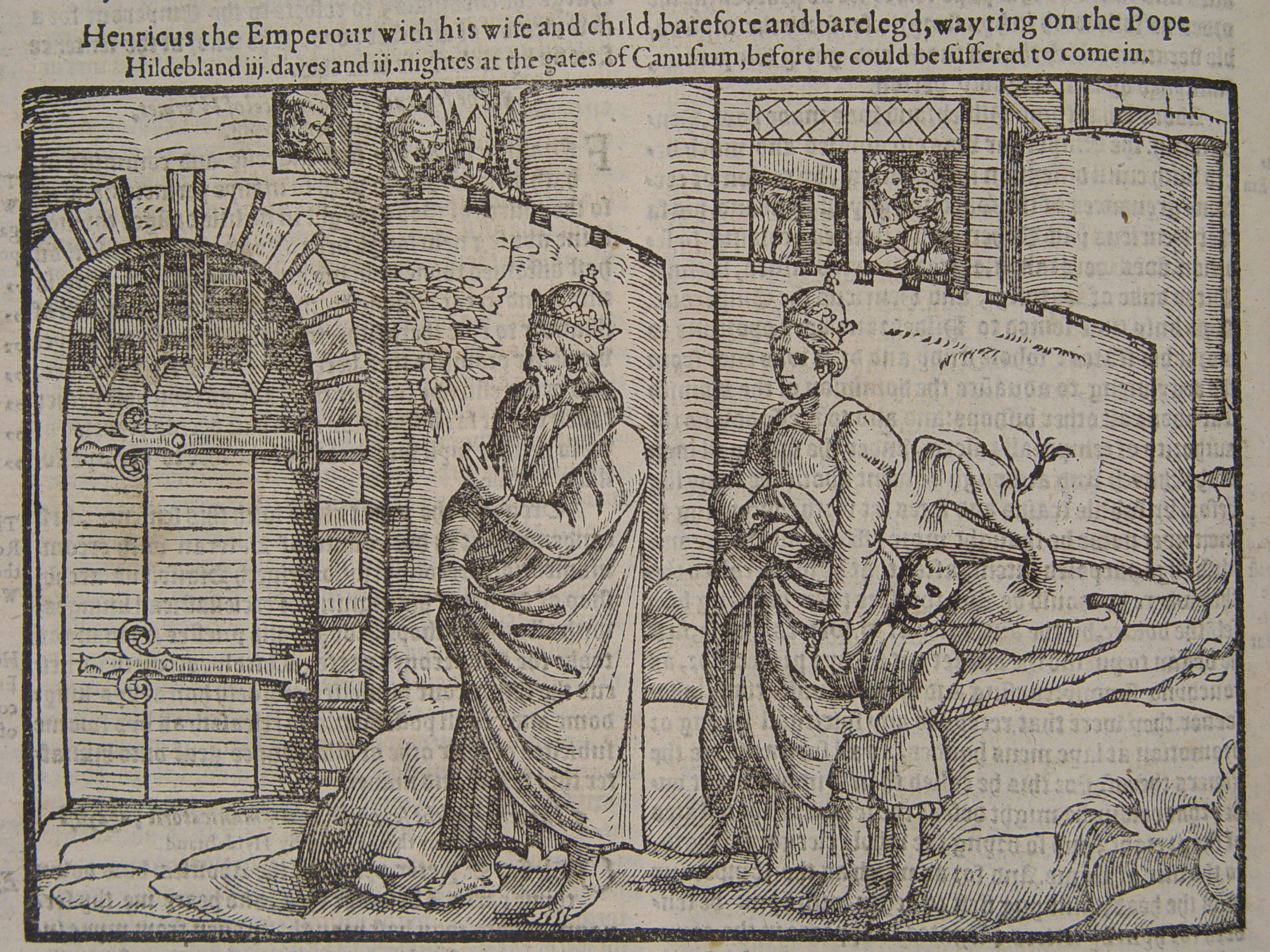
羅馬人的國王亨利四世、貝兒塔王后與康拉德王子於卡諾莎城堡等待教宗額我略七世，出自约翰·福克斯著《行傳與見證》（俄亥俄州立大學图书馆藏，1570年）

- 薩伏依的貝兒塔（1051-1087）：萨伏伊伯爵歐登（英语：Otto, Count of Savoy）之女。
  - 阿德莱德（1070-1079之前）
  - 海因里西（1071）
  - 阿格尼丝（1072-1143）：先後嫁予士瓦本公爵腓特烈一世與奧地利藩侯利奧波德三世。
    - 腓特烈二世（1090-1147）：士瓦本公爵
    - 康拉德三世（1093/94-1152）：羅馬人的國王
    - 利奧波德四世（1108-1141）：奧地利藩侯
    - 海因里希二世（1112-1177）：奧地利藩侯
    - 奧托一世（1114-1158）：弗萊辛教區主教

  - 康拉德二世（1074-1101）：義大利國王
  - 海因里希五世（1081/86-1125）：神聖羅馬皇帝
- 基輔的叶芙普拉克西娅（英语：Eupraxia of Kiev）（約1067-1109）：基辅大公弗謝沃洛德一世之女。